# Pluk, naufragé de l'espace
Pour plus de détails, voir Fiche technique et Distribution.
Pluk, naufragé de l'espace est un film français réalisé par Jean Image, sorti en 1979.

## Synopsis
Un astronef, « Le Cosmos », tombe aux mains de ses ennemis. Seul le robot Pluk a réussi à s'enfuir et se dirige alors vers la plus proche des planètes... la Terre. 

## Fiche technique
- Titre : Pluk, naufragé de l’espace
- Réalisation : Jean Image
- Scénario : France Image et Jean Image
- Musique : Fred Freed
- Animation : Jean Gillet, Olivier Bonnet, Patrick Deniau, Michel Bertrand
- Production : Films Jean Image.
- Société de production : Films Jean Image
- Pays :  France
- Genre : Animation, comédie et science-fiction
- Durée : 74 minutes
- Format : Couleurs (Eastmancolor)
- Dates de sortie : 14 mars 1979

## Diffusion
Le film est également sorti en plusieurs épisodes d'environ cinq minutes sous le nom de : "ARAGO X-001"